# Conclave del 1154
Il conclave del 1154 fu convocato al decesso di papa Anastasio IV ed elesse papa il cardinale Nicholas Breakspeare, unico papa inglese della storia, che prese il nome di Adriano IV.

## Elezione di Adriano IV
Papa Anastasio IV morì in Roma il 3 dicembre 1154, ad età molto avanzata. Il Sacro Collegio si riunì nella Basilica Vaticana il giorno successivo per procedere alla elezione del suo successore al Soglio di Pietro.
Il 4 dicembre 1154 venne eletto all'unanimità il cardinale vescovo di Albano Nicholas Breakspeare, già legato pontificio in Scandinavia (1152-1153).
Egli prese il nome di Adriano IV e venne incoronato il 5 dicembre 1154 nella Basilica Vaticana. Fu il primo ed unico papa inglese di nascita.

## Cardinali elettori
I cardinali componenti il Sacro Collegio erano probabilmente 30 all'inizio del mese di dicembre 1154 ma pare che non più di 25 abbiano partecipato all'elezione.
| Elettore                         | Paese                 | Titolo cardinalizio                                        | Ruolo                                                                   | Nascita  | Concistoro |
| -------------------------------- | --------------------- | ---------------------------------------------------------- | ----------------------------------------------------------------------- | -------- | ---------- |
| Imaro, O.S.B.Clun.               | Regno di Francia      | Cardinale vescovo di Frascati                              | Decano del Sacro Collegio; Abate generale di Charite-sur-Loire          |          | 13/03/1142 |
| Guarino Foscari, Can.Reg.        | Bologna               | Cardinale vescovo di Palestrina                            | canonizzato da Alessandro III nel 1159                                  | 1082     | 22/12/1144 |
| Nicholas Breakspeare, Can.Reg.   | Regno d'Inghilterra   | Cardinale vescovo di Albano                                | Legato pontificio in Scandinavia; eletto papa                           | 1100     | 16/12/1146 |
| Ugo di Ostia, O.Cist.            | Regno di Francia      | Cardinale vescovo di Ostia e Cardinale vescovo di Velletri | Abate del monastero di Trois-Fontaines                                  |          | 1150       |
| Gregorio della Suburra           |                       | Cardinale vescovo di Sabina                                | nipote di Anastasio IV                                                  |          | 01/03/1140 |
| Cencio de Gregorio               | Stato Pontificio      | Cardinale presbitero di San Lorenzo in Lucina              | Legato pontificio in Germania                                           |          | 02/03/1151 |
| Guido Bellagi                    | Repubblica di Firenze | Cardinale presbitero di S. Crisogono                       | Cardinale protopresbitero; Legato pontificio emerito in Palestina       |          | 1138       |
| Ubaldo Allucingoli, O. Cist.     | Repubblica di Lucca   | Cardinale presbitero di S. Prassede                        | Futuro papa Lucio III (1181-1185)                                       | 1097 ca. | 05/1138    |
| Ottaviano de' Monticelli         | Stato Pontificio      | Cardinale presbitero di S. Cecilia                         | Legato pontificio in Germania; futuro antipapa Vittore IV (1159-1164)   | 1095     | 25/02/1138 |
| Manfredo                         |                       | Cardinale presbitero di Santa Sabina                       |                                                                         |          | 17/12/1143 |
| Ariberto                         |                       | Cardinale presbitero di S. Anastasia                       | Legato pontificio in Lombardia                                          |          | 17/12/1143 |
| Astaldo degli Astalli            | Stato Pontificio      | Cardinale presbitero di S. Prisca                          |                                                                         | 1100 ca. | 17/12/1143 |
| Giulio                           | Stato Pontificio      | Cardinale presbitero di S. Marcello                        |                                                                         |          | 19/05/1144 |
| Ubaldo Caccianemici, Can.Reg.    | Bologna               | Cardinale presbitero di S. Croce in Gerusalemme            | Nipote di Lucio II                                                      |          | 19/05/1144 |
| Guido Cibo                       | Bologna               | Cardinale presbitero di S. Pudenziana                      |                                                                         |          | 22/12/1144 |
| Bernardo di Porto, Can.Reg.      |                       | Cardinale presbitero di S. Clemente                        | Arciprete della Basilica Vaticana; Legato pontificio in Germania        |          | 22/12/1144 |
| Rolando Bandinelli, Can.Reg.Lat. | Repubblica di Siena   | Cardinale presbitero di S. Marco                           | Cancelliere di Santa Romana Chiesa; futuro papa Alessandro III nel 1159 | 1100     | 22/09/1150 |
| Gerardo                          |                       | Cardinale presbitero di S. Stefano al Monte Celio          |                                                                         |          | 02/03/1151 |
| Giovanni da Sutri                | Stato Pontificio      | Cardinale presbitero dei SS. Giovanni e Paolo              | Rettore di Campagna; Legato pontificio emerito in Germania              |          | 21/02/1150 |
| Errico Moricotti, O.Cist.        | Repubblica di Pisa    | Cardinale presbitero dei SS. Nereo ed Achilleo             | Abate del monastero dei Ss. Vincenzo ed Atanasio, Roma                  |          | 21/02/1150 |
| Giovanni Morrone                 | Repubblica di Pisa    | Cardinale presbitero di SS. Silvestro e Martino            | Arcivescovo di Tiro emerito                                             |          | 23/05/1150 |
| Rodolfo                          | Stato Pontificio      | Cardinale diacono di S. Lucia in Septisolio                |                                                                         |          | 17/12/1143 |
| Guido da Crema                   | Crema                 | Cardinale diacono di S. Maria in Portico                   | Futuro antipapa Pasquale III (1164-1168)                                | 1110 ca. | 21/09/1150 |
| Giovanni Gaderisio, Can.Reg.     | Regno di Sicilia      | Cardinale diacono dei SS. Sergio e Bacco                   |                                                                         |          | 21/09/1150 |
| Ottone da Brescia                | Brescia               | Cardinale diacono di S. Nicola in Carcere                  |                                                                         |          | 21/02/1152 |

## Assenti
Almeno cinque cardinali, allora membri del Sacro Collegio, non parteciparono all'elezione, tuttavia le fonti divergono sulla effettiva presenza o assenza di alcuni di loro:
| Elettore                        | Paese              | Titolo cardinalizio                              | Ruolo/motivazione assenza                                                                        | Nascita  | Concistoro |
| ------------------------------- | ------------------ | ------------------------------------------------ | ------------------------------------------------------------------------------------------------ | -------- | ---------- |
| Rainaldo di Collemezzo, O.S.B.  | Regno di Sicilia   | Cardinale presbitero dei SS. Marcellino e Pietro | Abate di Montecassino                                                                            | 1110 ca. | 12/1140    |
| Odone Fattiboni                 | Stato Pontificio   | Cardinale diacono di S. Giorgio in Velabro       | Protodiacono; impegnato in Francia come legato pontificio tra il 1154 e il 1155.                 |          | 1130       |
| Giacinto Bobone                 | Stato Pontificio   | Cardinale diacono di S. Maria in Cosmedin        | Futuro papa Celestino III (1191-98); Impegnato in Spagna come legato pontificio                  | 1106     | 22/12/1144 |
| Gerardus                        | Repubblica di Pisa | Cardinale diacono di S. Maria in Via Lata        | Impegnato in Germania come legato pontificio; Canonico del Capitolo Cattedrale di Pisa           |          | 21/02/1149 |
| Simeone Borelli, O.S.B.Cas.     | Regno di Sicilia   | Cardinale diacono di S. Maria in Domnica         | Abate di Subiaco                                                                                 |          | 02/1157    |
| Ildebrando Grassi, C.Reg.S.M.R. | Bologna            | Cardinale diacono di S. Eustachio                | Amministratore apostolico della diocesi di Modena; Impegnato come legato pontificio in Lombardia |          | 24/05/1152 |